# Costa Pelada
La Costa Pelada és una costa del terme municipal de Conca de Dalt, a l'antic terme de Toralla i Serradell, al Pallars Jussà, en territori del poble de Rivert.
Està situada a llevant de Rivert, al damunt mateix, al nord-est, de lo Barri, a l'esquerra del barranc del Barri. Al nord de la partida de Roderetes, a ponent del paratge de Sant Salvador. Es troba al capdavall, sud-oest, del Serrat des Broncalars.